# Karol Jan Stadtmüller
Karol Jan Stadtmüller (ur. 27 października 1848 we Lwowie, zm. 14 lipca 1918 w Krakowie) – polski leksykograf, autor podręczników, współtwórcza polskiej terminologii technicznej, inżynier. 

## Życiorys
Karol Jan Stadtmüller urodził się w 1848 r. we Lwowie. Ojciec Ludwik (1811-1888) pochodził z Bawarii, w 1847 roku założył we Lwowie winiarnię, a kontynuatorem przedsięwzięcia był Ludwik, młodszy brat Karola Ludwika Stadtmüllera, właściciel znanego w mieście hotelu, winiarni i restauracji. 
W 1867 roku Karol Jan ukończył tamtejszą Akademię Techniczną. Następnie studiował w Szwajcarii, gdzie otrzymał dyplom inżyniera. Po studiach pracował w fabrykach maszyn w Bernie, Berlinie i Warszawie. Od 1877 na stałe zamieszkał w Krakowie, w latach 1882-1911 pracował na stanowisku profesora mechaniki  w Państwowej Szkole Przemysłowej, pełniąc również obowiązki bibliotekarza. Głównym polem zainteresowań Stadtmüllera były: mechanika i konstrukcja maszyn. Jako rzeczoznawca egzaminował przyszłych techników obsługujących maszyny, kotły parowe i lokomotywy. Był również delegatem austriackiego Ministerstwa Oświaty do spraw szkół zawodowych. Był aktywnym działaczem, członkiem zarządu Towarzystwa Technicznego Krakowskiego (TTK), a od 1894 r. redaktorem „Czasopisma Towarzystwa Technicznego Krakowskiego". Z ramienia TTK wszedł w skład Delegacji Słownikowej dla opracowania polskiego słownictwa rzemieślniczego. Zmarł 14 lipca 1918 r. w Krakowie. Został pochowany na cmentarzu Rakowickim. Był odznaczony Orderem Franciszka Józefa. 

## Aktywność na polu tworzenia polskiej terminologii
Karol Jan Stadtmüller był autorem pierwszych polskich podręczników z zakresu konstrukcji maszyn. Wydał sześciotomowy Podręcznik do konstrukcji maszyn dla inżynierów, mechaników i uczniów szkół technicznych. Rozpoczął zbieranie materiałów do słownictwa rzemieślniczego, prace te były kontynuowane przez Karola Ludwika Tytusa, jego syna. Na podstawie swych wykładów opracował kilkakrotnie wznawiany Egzamin maszynisty dla maszynistów kolejowych. Interesował się najnowszymi osiągnięciami techniki, co zaowocowało m.in. publikacją Egzamin szofera. Swoją wiedzę poszerzał podczas podróży naukowych na koszt Ministerstwa Oświaty, z których pisał sprawozdania, np. Szkice z podróży naukowej nad Bałtykiem. Był prekursorem w zakresie prac nad polskimi podręcznikami i słownictwem technicznym. Pracował nad wyszukiwaniem rodzimych odpowiedników dla terminów pochodzenia obcego.
W 1911 razem z Karolem Ludwikiem przedłożyli do oceny w Akademii Umiejętności gotowy rękopis zawierający 80 000 haseł niemiecko-polskiego słownika technicznego. Został opublikowany w 1913. Część polsko-niemiecka licząca 100 000 haseł została z powodu wydarzeń wojennych opublikowana przez Karola Ludwika dopiero w roku 1936. 
Pracował nad bibliografią tematyczną z zakresu literatury technicznej. Pozostawił rękopis kartkowy (7 paczek, każda po ok. 1000 kartek) pracy zatytułowanej Bibliografia techniczna polska, obejmującej piśmiennictwo w języku polskim za lata 1524-1888 (uzupełnienia do 1903 r.), a także bibliografię zawartości czasopism technicznych („Przegląd Techniczny" warszawski do 1894 r., „Czasopismo Techniczne" - krakowskie i lwowskie do roku 1890).

### Publikacje (wybór)
Wśród publikacji znajdują się podręczniki i słowniki. 
- Podręcznik do konstrukcji maszyn dla inżynierów, mechaników i uczniów szkól technicznych. Kraków 1888-1890.
- Teoria, konstrukcja i budowa kół wodnych i turbin z atlasem, 1895.
- (we współpracy z Karolem Ludwikiem Stadtmüllerem) Niemiecko-polski słownik techniczny. Kraków 1913. Słownik techniczny część polsko-niemiecka z Karolem Ludwikiem jako autorem głównym ukazał się w 1936 roku.
- Egzamin maszynisty. Pytania i odpowiedzi dla przygotowujących się do egzaminu na dozorców kotłów i maszyn parowych, jako też do obsługi lokomotyw i statków parowych. Wyd. 4. Kraków 1918.
- Egzamin szofera: pytania i odpowiedzi w celu zdania egzaminu na prowadzącego samojazdy. Wyd, 2. Warszawa 1921.